# 린샤오쥔
린샤오쥔(중국어: 林孝埈, 병음: Lín Xiàojùn, 한자음: 림효준, 1996년 5월 29일~)은 대한민국 태생 중화인민공화국의 쇼트트랙 선수이다. 한국어 이름은 임효준(林孝俊)이며 2020년 6월 대한민국에서 중화인민공화국으로 귀화하고 2022년 한자어 이름을 '林孝俊'에서 '林孝埈'으로 개명했다.
2012년 동계 청소년 올림픽 쇼트트랙 남자 1000m에서 처음으로 국제 대회에 데뷔했고 데뷔전에서 금메달을 획득했다. 2017-18 ISU 쇼트트랙 스피드스케이팅 월드컵 남자 1000m와 1500m에서 금메달을 획득했고 2017년 4월 대한민국 국가대표 선발전을 1등으로 통과하여 대한민국 국가대표가 되었다. 2018년 동계 올림픽 쇼트트랙 남자 1500m에서 2:10.485의 기록으로 올림픽 기록과 2010년 동계 올림픽에서 이정수가 세운 대한민국 최고 기록을 경신하며 금메달을 획득했다.
2019년 황대헌과 다른 선수들이 포함된 성추행 사건에 연루되어 대한빙상경기연맹으로부터 2020년 8월 7일까지 선수 자격 정지 징계를 받았고 해당 사건이 기소되어 1심 재판 판결이 나온 이후 2020년 6월 3일 대한민국 국적을 포기하고 중화인민공화국으로 귀화했다. 2022-23 ISU 쇼트트랙 스피드스케이팅 월드컵에서 중화인민공화국 대표 데뷔전을 가졌고 남자 500m에서 중화인민공화국 대표 자격으로 첫 번째 금메달을 획득했다.

## 선수 경력

### 어린 시절과 경력
린샤오쥔은 1996년 대구광역시에서 임효준(林孝俊)이라는 이름으로 태어났다. 그는 대구 계성초등학교를 졸업하고 대구 경신중학교에 진학했다가 서울 오륜중학교으로 전학한 뒤 동북고등학교를 거쳐 한국체육대학교를 졸업했다. 어린 시절에는 수영을 좋아했으나, 초등학교 2학년 때 고막이 터지는 바람에 수술대에 올랐고 이후 수영을 포기해야 했다. 이후 2학년 시절에 종목을 바꾸어 빙상부에 들어갔고 4학년 때부터는 종별대회에서 1위를 기록했다.
임효준은 중학교 1학년 때 오른발 정강이 뼈가 부러졌지만 재활 치료 이후 중학교 3학년 때 2012년 동계 청소년 올림픽에 쇼트트랙 국가대표로 출전하였고, 1000m 금메달과 500m 은메달을 획득했다. 고등학교 때에는 허리, 발목, 정강이, 손목 등에 부상을 입어 7번의 수술을 겪어야 했다.

### 2018년 동계 올림픽
2017년 4월 올림픽 국가대표 선발전에서 1위로 통과해 대한민국 국가대표가 되었다. 장거리와 단거리 모두 능한 덕에 2018년 동계 올림픽에서는 500m, 1000m, 1500m, 5000m 계주 등 전 종목에 출전하게 되었다.
2018년 2월 10일에 열린 쇼트트랙 남자 1500m 예선과 준결승에서 무난히 통과했고, 결승에서는 2분 10초 485의 올림픽 기록으로 1위를 차지하였다. 이는 대한민국 선수단의 첫 메달이자 금메달이기도 했다. 또한 이번 기록으로 2010년 밴쿠버 동계 올림픽에서 이정수가 세웠던 2:10.949의 기록도 경신하게 되었다.

### 중화인민공화국으로의 귀화
임효준은 대한민국에서 러시아로 귀화해 선수로 뛰다가 중국 국가대표팀 코치로 부임한 빅토르 안(안현수)처럼 중국으로 귀화하여 허베이성 빙상 연맹과 계약을 맺고 허베이성 빙상단의 플레잉 코치로 부임하였다. 하지만 《올림픽 헌장》 제41조 제2항에서는 국적을 바꾼 선수가 올림픽에 출전하기 위해서는 이전 국적의 대표로 참가했던 마지막 시기에서 최소한 3년이 지나야 한다고 명시되어 있는데, 이전 국적 및 현재 국적을 대표하는 국가 올림픽 위원회, 종목별 국제 연맹의 합의가 있는 경우는 예외적으로 유예 기간을 축소하거나 취소할 수 있다. 임효준은 2019년 3월 10일에 불가리아 소피아에서 열렸던 ISU 세계 쇼트트랙 선수권 대회를 마지막으로 대한민국 국적으로 참가했다. 또한 2022년 베이징 동계 올림픽은 2022년 2월 4일에 개막하여 2월 20일에 폐막할 예정이었다. 따라서 임효준은 2022년 3월 10일까지 대한체육회의 동의가 없으면 2022년 베이징 동계 올림픽에서 중국 국가대표 선수로 출전할 수 없었다.
그러나 2021-22 ISU 쇼트트랙 월드컵에 참가한 중국 쇼트트랙 국가대표팀 명단에 임효준이 포함되지 않았고 중국 올림픽 위원회가 세계 반도핑 기구(WADA)에 제출한 금지 약물 검사 대상 선수 명단에도 포함되지 않은 사실이 확인되면서 임효준의 2022년 베이징 동계 올림픽 참가가 무산될 가능성이 제기되었다. 2022년 1월 17일에는 중국 빙상 경기 연맹이 2022년 베이징 동계 올림픽에 참가할 중국 쇼트트랙 국가대표팀 명단을 발표하는 과정에서 임효준을 제외시켰다고 밝혔다. 중국의 포털 사이트인 시나닷컴에 따르면 "임효준은 국가대표 선발전에 참가했으나 어떠한 노력도 하지 않았고 저조한 성적을 기록하면서 탈락했다."고 전했다.
2025년 2월 8일 중국 하얼빈에서 열린 2025년 동계 아시안 게임 쇼트트랙 혼성 2,000m 계주 결승에서 결승선 두 바퀴를 남기고 선두로 달리던 그가 넘어졌다. 이로 인해 중국 팀은 메달 획득에 실패했고, 2위로 달리던 대한민국 팀이 금메달을 획득했다.

## 예능
- 2018년 3월 14일 MBC 《황금어장 라디오스타》

## 논란

### 남자 선수 성추행 혐의 무죄 판결 사건
2019년 6월 17일 진천선수촌에서의 임효준과 황대헌을 포함한 쇼트트랙 선수 10명이 암벽 등반 기구 근처에 모여 자유롭게 몸을 풀고 장난을 치거나 담소를 나누면서 시간을 보내던 중, 여자선수 E가 암벽등반기구에 기어오르자, 황대헌이 장난기가 발동해 E의 엉덩이를 주먹으로 때려 매트위로 떨어지게 했고, 뒤이어 황대헌이 암벽 등반 기구에 오르자 임효준이 뒤로 다가가 반바지를 잡아당겨 엉덩이 일부가 순간적으로 노출됐다. 황대헌은 선수촌과 대한체육회에 성희롱으로 신고하였고, 이 사건으로 인해 쇼트트랙 대표팀 14명은 6월 25일 진천선수촌에서 한 달 동안 퇴촌당했다가 한 달 만인 7월 25일 복귀하였다.
8월 8일, 대한빙상경기연맹은 임효준과 피해자, 참고인 진술과 선수촌 CCTV 영상을 종합적으로 검토한 결과 임효준은 "실수로 바지를 내린 것으로, 피해자를 상대로 장난을 친 것일 뿐 추행의 의도가 없었다"고 주장하지만 "성적 수치심을 일으킨 신체적 행위를 했다는 사실이 인정되어 성희롱이 성립한다"고 판단, 1년 자격정지 징계를 내렸다. 직접 소명에 나선 임효준은 당시 상황에 대한 설명과 피해자에게 꾸준히 사과를 시도하고 있다며 재심을 청구하였으나, 11월 12일 대한체육회 산하 스포츠공정위원회는 이를 기각하였다.
징계가 확정되면서 2020년 8월 7일까지 선수로서 어떤 활동도 할 수 없게 되었다. 하지만 서울동부지방법원에 신청한 가처분 신청이 인용되면서 징계 절차는 빙상연맹을 상대로 제기한 징계무효확인소송의 1심 판단이 나오기 전까지 중지되었다.
2020년 4월 27일 노도희는 아시아나뉴스통신을 통해 목격자 진술서를 공개하며 임효준이 황대헌을 끌어내리려 허리를 잡아당기는 도중에 바지가 조금 내려가 엉덩이 부분의 노출이 조금 있었지만 바지를 벗기려는 의도로 보이지는 않았다고 입장을 밝혔다. 선수들이 탄원서를 많이 냈다고 들었다는 기자의 질문에 "문제가 심각해지지 않기를 함께 있던 선수들이 바라고 있다며 "다들 '아.. 이 정도까지는 아닌데 왜 이렇게 사건이 커진 것일까, 이거는 아니지 않느냐...'라는 반응이다."라고 전했다.
5월 7일 서울중앙지방법원 형사20단독 오덕식 부장판사는 벌금 300만원과 40시간의 성폭력 치료 이수를 함께 명령했다.
그러나 11월 27일 2심 재판부는 무죄를 선고하면서 "피해자는 이 사건에 앞서 자신이 E의 엉덩이를 때린 것은 오랜 기간 운동을 같이한 E와 절친한 사이에서 평소 주고받는 장난에 불과하고 성적인 의도가 없었다고 진술했다. 이러한 전후 사정이나 분위기, 행동 동기를 고려한다면, 피해자가 E에게 시도한 장난과 이에 대한 동료선수들의 반응과 분리해 오로지 임효준이 반바지를 잡아당긴 행위만 성적 수치심이나 혐오감을 일으킨다고 보기는 어렵다. 이 같은 분위기에서 피고인의 행동을 강제추행으로 인식했는지에 대해서도 상당한 의문이 든다."라고 판시하였다.
11월 28일 사건 직후 스포츠공정위원회에 제출한 선수들의 의견제출서 일부가 공개됐다. 그 중 한 의견서에는 사건 직후 "아무렇지 않은 듯이 장난치고 대화했고 (임효준과 황대헌이) 장난 식으로 얘기하는 것도 들었다. 그래서 심각하게 생각하지 않고 지나가는 해프닝처럼 넘어갔다"고 적혀있다. 또 다른 선수는 "심한 정도는 아니라고 생각했다"며 "일이 이렇게 커지고 논란이 될 줄 몰랐다. 기사 속 허위 사실이 너무 많아 이것 또한 잘못된 일이라 생각한다"고 전했다.
그런데 3월 7일 임효준이 귀화를 공식 발표한 다음날 빙상연맹 관리위원이었던 성백유는 "누가 임효준을 보냈나?"라면서 "당시 사건은 선수들끼리의 장난으로도 볼 수 있다. 그러나 선수촌 관계자들은 화가 난 피해자의 말에 전적으로 의존해 사법적 징계 절차를 밟아 일사천리로 임효준을 징계하면서 사건을 덮어버렸다. 절정기의 쇼트트랙 선수에게 1년 징계는 무기징역이나 마찬가지다. 임효준이 중국으로 간 이유를 이렇게 정리하는 이유가 있다. 누군가가 또 나서서, 자신에게 이롭게 임효준을 들먹일까 우려해서다. 과연 이번에는 무슨 일이 벌어질까?"라고 직접 기사를 작성하였다.
2021년 5월 27일 대법원에서 최종 무죄 확정 판결을 받았다.
10월 23일 경향신문은 쇼트트랙의 파벌 싸움에 대해 다루며 빙상인 B씨가 "임효준 선수를 성추행으로 고소한 사건도 임 선수가 전 교수의 말을 안 듣고 고양시청 빙상단에 입단해 눈 밖에 났기 때문”이라고 말했다고 전했다. 그러나 박세우 전 쇼트트랙 국가대표팀 코치는 “과도한 해석”이라며 선을 그었다고 전했다.
2022년 10월 8일 당시 선수촌장이었던 신치용은 스포츠 기자의 유튜브 채널에서 전화 연결을 통해 "당시 선수촌장으로서 상황은 잘 알고 있고 잘못한 것은 맞지만 그게 그렇게까지 되어야 하는가 하는 부분에 이해를 못 했다. 이상한 방향으로 번지길래 쇼트트랙 지도자를 불렀는데 '옆에서 이상하게 유도하는 분들이 있다.'는 말을 하더라."라고 전했다. "그게 어떻게 추행이 되느냐? 고의로 그런 게 아닌데 성추행이 되니까 '여기서 뭘 믿고 어떻게 하겠느냐'하는 자괴감이 있었을 것"이라며 "경고 한 번 하고 말 일을 무슨 자격정지 1년이냐며 임효준을 중국으로 갈 수밖에 없도록 만든 것과 비슷하다."며 자신이 보기에는 안타깝고 당시 선수촌장으로서 부끄럽다는 의견을 밝혔다.

### 중국 귀화 관련 논란
임효준은 당초 2021년 3월 6일에 중국으로 귀화한 사실이 확인되었다. MBC 문화방송의 보도에 따르면 "임효준은 쇼트트랙 대표 훈련 도중에 황대헌 선수를 성추행한 혐의로 인해 기소되었다가 무죄를 선고받았는데, 대한민국 대법원에서 판결이 뒤집히면 2022년 베이징 동계 올림픽에 출전할 수 없기 때문이다. 또한 소속 팀이 없어 훈련을 하지 못한 임효준은 대한민국에서 선수 생활을 하기 힘들어졌다고 판단하고 중국으로 귀화할 수 밖에 없었다."고 전했다.
하지만 2021년 3월 17일에 대구출입국·외국인사무소에서 고시한 대한민국 관보에 따르면 임효준은 1심 유죄판결을 받은 직후인 2020년 6월 3일에 중국으로 귀화한 사실이 확인되어 논란이 되었다. 그러나 임효준의 부모님은 MBC와의 통화에서 "귀화 과정에서 많이 망설였고, 상황에 따라 한국 국적 회복도 염두에 뒀었다."고 밝혔으며, 임효준 측 관계자도 연합뉴스와 국민일보에서 “국내 상황이 나아지면 중국 귀화 추진을 포기하려 했다.”고 전하며 국내 상황이 여의치 않자 귀화를 결정했으나, 귀화를 추진한 이후에도 한국 국적 회복을 염두에 두었던 것으로 드러났다. 빙상연맹 관계자도 "임효준이 귀화를 추진했던 2020년 6월 이후부터 귀화를 공식 발표하기 1~2개월 전까지 끊임없이 국가대표 선발전 출전과 선수 등록 등을 문의했다."고 밝혔다.
2021년 1월 23일 임효준은 OSEN과의 인터뷰에서 법원에서 가처분 신청을 인용하면서 징계는 정지된 상태이지만, 연맹에 문의한 결과 대법원 판결이 나와야 다시 징계가 이뤄진다고 들었다며, 판결을 기다리고 있다고 전했다. 또한, 일정을 보면 2년을 쉰 상태이며, 징계를 받은 뒤 운동할 곳이 없었고 소속팀 계약이 해지됐을 때는 일자리가 아닌 인생을 잃은 느낌이었다고 전했다. 또한, 중국진출을 고민하고 있는 이유에 대한 질문에 임효준은 "더 이상 정상적으로 운동하지 못한다면 지푸라기라도 잡고 싶은 심정이다"라고 밝혔다.
임효준은 2018년 평창 동계 올림픽에서 쇼트트랙 1500m 금메달, 500m 동메달을 획득하여 병역 특례 대상자가 되었음에도 불구하고 귀화하며 예술체육요원 복무 의무(2년 10개월 동안 대체 복무, 544시간 이상에 걸친 봉사 활동 의무)를 위반한 사실이 확인되어 비판을 받았다. 그러나 체육요원으로서의 대체복무 기간을 채우지 못한 것은 당시 징계로 인해 자격정지를 받았기 때문이다. 법원의 가처분으로 인해 징계가 정지된 상태이지만 징계가 없어진 것은 아니기 때문에 소속팀이 없어 훈련을 하지 못하면서 사실상 선수 생활은 불가능한 상황이었다. 항소심에서 무죄를 받은 이후 임효준은 소속팀에서 쫓겨났지만 대체 복무를 위해서 선수 등록도 해놓은 상태였다. 또한, 귀화를 추진하기 2개월 전인 2020년 4월 체육요원으로서의 4주간의 기초군사훈련을 이행하였다. YTN 보도에서 국민체육진흥공단 관계자는 임효준의 병역 기피 논란에 대해 “코로나19 때문에 사회적 거리 두기가 시행되면서 봉사활동을 하지 못했던 것”이라고 전했다. 손흥민도 코로나로 인해 봉사활동 시간을 채우지  못해 문제가 됐던 적이 있다. 문체부장관에게 보호책을 마련해 달라는 요청이 있었고, 대한축구협회와 병무청이 발 벗고 나서 비대면 온라인 멘토링 프로그램을 개발해 제공하여문제를 해결했다. 나중에 한국 국적을 회복할 경우 체육요원 자격을 얻기 전 원래 신분인 '사회복무요원 대상'으로 편입된다고 한다.
귀화하며 연금 관련 논란에도 휩싸였는데 임효준은 연금을 일시금으로 수령하지 않았으며, 국민체육진흥공단에 따르면 나중에 한국 국적을 회복하더라도 기존에 쌓았던 연금 포인트는 없어진다.

### 참고주
1. ↑  박찬형 (2022년 3월 12일). “임효준 중국쇼트트랙 국가대표 자격 완전 회복 [오피셜]”. 《네이버 뉴스》. 2024년 4월 4일에 확인함.
2. ↑  김경윤 (2022년 2월 2일). “[올림픽] '올림픽 출전 무산' 임효준, 최근 개명…"마음 새롭게 먹은 듯"”. 《네이버 뉴스》. 연합뉴스. 2024년 4월 4일에 확인함.
3. 1 2 3 4 5  이혁 (2018년 2월 8일). “대구·경북 향토 선수들 ‘금빛 질주’ 힘찬 시동”. 대구일보. 2022년 2월 10일에 확인함.
4. ↑  이혜진 (2018년 2월 10일). “[올림픽] 임효준의 레이스는 '감동' 그 자체였다”. 《네이버 뉴스》. 스포츠월드. 2025년 2월 9일에 확인함.
5. 1 2 3 4  김진회 (2018년 2월 10일). “'7번 수술과 재기' 임효준, 그를 '오뚝이'로 만든건 억울함·절실함”. 스포츠조선. 2022년 2월 10일에 확인함.
6. ↑  김경무 (2018년 2월 10일). “역시 쇼트트랙…임효준, 남자 1500m서 첫 금 ‘환호’”. 한겨레. 2022년 2월 10일에 확인함.
7. ↑  “Short Track Speed Skating Results - Men's 1,500m Final A”. 《2018평창올림픽 공식사이트》 (영어). 국제올림픽위원회. 2018년 2월 10일. 2018년 2월 10일에 원본 문서에서 보존된 문서. 2018년 2월 10일에 확인함.
8. ↑  김경윤 (2021년 3월 17일). “쇼트트랙 임효준, 작년 6월 중국 귀화…허베이성 플레잉 코치로”. 연합뉴스. 2022년 2월 10일에 확인함.
9. ↑  “[취재파일][단독] 한국이 반대하면 임효준 베이징올림픽 불발”. 《SBS 뉴스》. 2021년 3월 9일. 2022년 2월 14일에 확인함.
10. ↑  “[단독] '규정'에 묶인 임효준…베이징행 힘들 듯”. 《SBS 뉴스》. 2021년 3월 9일. 2022년 2월 14일에 확인함.
11. ↑  “[단독][취재파일] 중국 귀화 임효준, 베이징올림픽 출전 무산”. 《SBS 뉴스》. 2021년 10월 15일. 2022년 2월 14일에 확인함.
12. ↑  “'중국 귀화' 임효준…'베이징 올림픽 출전' 무산”. 《SBS 뉴스》. 2021년 10월 15일. 2022년 2월 14일에 확인함.
13. ↑  “중국 귀화한 쇼트트랙 임효준, 월드컵 1차 출전 명단서 제외”. 《연합뉴스》. 2021년 10월 18일. 2022년 2월 14일에 확인함.
14. ↑  “'中 귀화 거짓말' 임효준, 선발전 탈락.. "어떠한 노력도 하지 않았다"”. 《OSEN》. 2022년 1월 19일. 2022년 2월 14일에 확인함.
15. ↑  전용모 (2021년 6월 5일). “대법원, 선수촌에서 피해자 반바지 잡아당겨 엉덩이 일부 노출 사건 무죄 원심 확정”. 로이슈.
16. ↑  임형식 (2019년 11월 13일). “‘황대헌 성희롱’ 임효준, “성적 수치심 일으켰다” 재심 기각”. 윈터스포츠. 2022년 2월 10일에 확인함.
17. ↑  하성룡 (2020년 3월 27일). “쇼트트랙 임효준, 빙상연맹 상대로'징계 무효 확인 소송'”. SBS뉴스.
18. ↑  윤자희 (2020년 4월 27일). “[단독 인터뷰] 쇼트트랙 임효준 '성추행', 현장 목격한 노도희 선수 "벗기려는 의도 없었다"”. 아시아뉴스통신.
19. ↑  장예지 (2020년 5월 7일). “‘동성후배 강제추행’ 쇼트트랙 임효준 벌금 300만원”. 한겨레. 2022년 2월 10일에 확인함.
20. ↑  전용모 (2021년 6월 5일). “대법원, 선수촌에서 피해자 반바지 잡아당겨 엉덩이 일부 노출 사건 무죄 원심 확정”. 로이슈.
21. ↑  구윤성 (2020년 11월 27일). “'동성후배 성추행' 쇼트트랙 임효준, 2심 '무죄'…1심 뒤집혀”. 머니투데이.
22. ↑  윤자희 (2020년 11월 28일). “[단독] 쇼트트랙 임효준 '무죄' 선고, '추행은 과장·허위 사실'…선수들 증언수면 위”. 아시아뉴스통신.
23. ↑  최훈민 (2019년 10월 11일). “무너진 ‘전명규 캐슬’ 빙상계에 부는 변화의 바람”. 일요신문.
24. ↑  임형식 (2019년 8월 27일). “김영규 빙상연맹 관리위원장 사퇴 "조속히 회장 선출해야“”. MHN스포츠.
25. ↑  성백유 (2021년 3월 7일). “누가 임효준(25)을 중국으로 보냈나?[SS집중분석]”. 스포츠서울.
26. ↑  김효경 (2021년 6월 1일). “중국 귀화 임효준, 강제추행 혐의 무죄 판결”. 중앙일보.
27. ↑  박주연 (2021년 10월 23일). “왜 쇼트트랙은 잡음이 끊이지 않나”. 경향신문.
28. ↑  《누가 임효준을 중국으로 쫓아냈는가. 어디서부터 잘못됐을까. (전화 연결 : 신치용 감독)》. 2022년 10월 8일.
29. ↑  “[단독] '평창 금' 임효준, 중국 귀화…'제2의 빅토르 안' 되나?”. 《MBC 뉴스데스크》. 2021년 3월 6일. 2022년 2월 14일에 확인함.
30. ↑  “중국인 되고 싶었던 쇼트트랙 임효준…애국심 담보로 연쇄적 ‘거짓말’”. 《국민일보》. 2021년 3월 17일. 2022년 2월 14일에 확인함.
31. ↑  “한국 등진 임효준의 거짓말… 왜?”. 《동아일보》. 2021년 3월 18일. 2022년 2월 14일에 확인함.
32. ↑  이명진 (2021년 3월 17일). “'중국 귀화' 임효준, 작년 6월 국적 상실”. MBC뉴스.
33. ↑  김경윤. “쇼트트랙 임효준, 작년 6월 중국 귀화…허베이성 플레잉 코치로”. 연합뉴스.
34. ↑  이동환 (2021년 3월 17일). “[단독] '중국 귀화' 임효준, 한국서 선수생활 어려웠다는데..진실은?”. 국민일보.
35. ↑  우충원 (2021년 1월 23일). “'추행 무죄 받은' 임효준, "다시 만나 사과하고 싶어요" [단독인터뷰①]”.
36. ↑  우충원 (2021년 1월 24일). OSEN http://osen.mt.co.kr/article/G1111510798. |제목=이(가) 없거나 비었음 (도움말)
37. ↑  “[스포츠]쇼트트랙 임효준, 국적 회복한다면?...다시 '병역 의무'”. 《YTN》. 2021년 3월 22일. 2022년 2월 14일에 확인함.
38. ↑  “‘성추행 논란’ 임효준, 중국 귀화도 결국 ‘남탓’”. 조선일보. 2021년 3월 8일.
39. ↑  차보람 (2021년 2월 4일). “[단독] 논산훈련소에서의 임효준 선수”. 한韓문화타임즈.
40. ↑  조은지 (2021년 3월 22일). “쇼트트랙 임효준, 국적 회복한다면?...다시 '병역 의무'”.
41. ↑  김유민 (2021년 11월 10일). “294시간 봉사해야 병역해결… 손흥민 보호책 논의될까”. 서울신문.
42. ↑  송지훈 (2022.04.06). “[단독] 손흥민, 병역특례 봉사활동 544시간 이수 완료”. 중앙일보.
43. ↑  조은지 (2021년 3월 22일). “쇼트트랙 임효준, 국적 회복한다면?...다시 '병역 의무'”. YTN.
44. ↑  송원형 (2021년 3월 14일). “연금 챙긴 빅토르 안, 빈손 임효준… 같은 귀화인데, 무슨 차이?”. 조선일보.